# Brassinosteroidy

Wzór strukturalny brasinolidu

Brassinosteroidy, brasinosteroidy, BR – grupa sterydowych hormonów roślinnych. Pierwszym odkrytym brassinosteroidem był brasinolid, który w roku 1979 w roku został wyizolowany z pyłku rzepaku Brassica napus. Związek ten odpowiada głównie za wydłużenie łodygi, stymulacje podziały komórkowe oraz ochronę roślin przed stresem środowiskowym. Wydajność pozyskiwania brassinsteroidów jest bardzo niska, z 230 kg Brassica napus można uzyskać jedynie 10 mg brasinolidu. Od momentu odkrycia zostało wyizolowanych z różnych roślin ponad 70 brassinosteroidów. Pod względem chemicznym są podobne do hormonów zwierzęcych. Przemiany metaboliczne, zarówno dokładny szlak biosyntezy i katabolizm BRs, są nadal zagadką dla człowieka. Wiąże się z nimi nadzieje w wykorzystaniu w rolnictwie i jako potencjalne związki farmakologicznie czynne.

## Biosynteza
Brassinosteroidy są wytwarzane z kampesterolu. Wyróżniany jest szlak biosyntezy BRs mewalonianowy u roślin wyższych i niemewalonianowy u roślin niższych. Następnie rozgałęzia się na ścieżkę cykloartenol- i cykloartanol-zależną. C27-BRs są przekształcane do C28-norBL, gdzie synteza C29 pochodnej jest inicjowana przez β-sitosterol i prowadzi do wytworzenia C28-homoBL. Na przykładzie powstawania jak dotąd najbardziej poznanego brassinosteroidu, czyli brassinolidu, wyróżniono trzy ścieżki prowadzące do powstania C27-, C28- i C29-pochodnych. Z kampesterolu w szeregu reakcji przekształcają się kolejno w kampastenol, katasterol, teasterol, tyfasterol, kastasteron (CS) i wreszcie brassinolid (BL). Przemiana kastasteronu do brassinolidu nie zachodzi jedynie u tytoniu szlachetnego Nicotiana tabacum i ryżu siewnego Oryza sativa. Każdy kolejny metabolit w szlaku biosyntezy ma aktywność większą niż jego poprzednik i tak CS ma właściwości słabsze od BL. Po raz pierwszy szlak syntezy został opisany przez badaczy japońskich, a następnie skorygowany przez analizę mutantów pod względem biosyntezy brassinosteroidów u rozdkiewnika pospolitego, pomidorów i grochu. Miejsce syntezy brassinosteroidów nie zostało doświadczalnie ustalone. Przyjmuje się hipotezę, że wszystkie tkanki roślinne są zdolne do syntezy BR, ale jedynie w niektórych z organów roślinnych dochodzi do ekspresji genów odpowiedzialnych za tworzenie łańcucha przekazywania sygnału. Hipotezę to potwierdzają obserwacje stosunkowo niewielkiego zasięgu działania hormonów z grupy brassinosteroidów. Doświadczenia wykazały, że akropetalny transport brassinosteroidów na większe odległości w organizmach roślin jest możliwy, jednak nie wiadomo, czy taki transport ma jakieś znaczenie biologiczne.

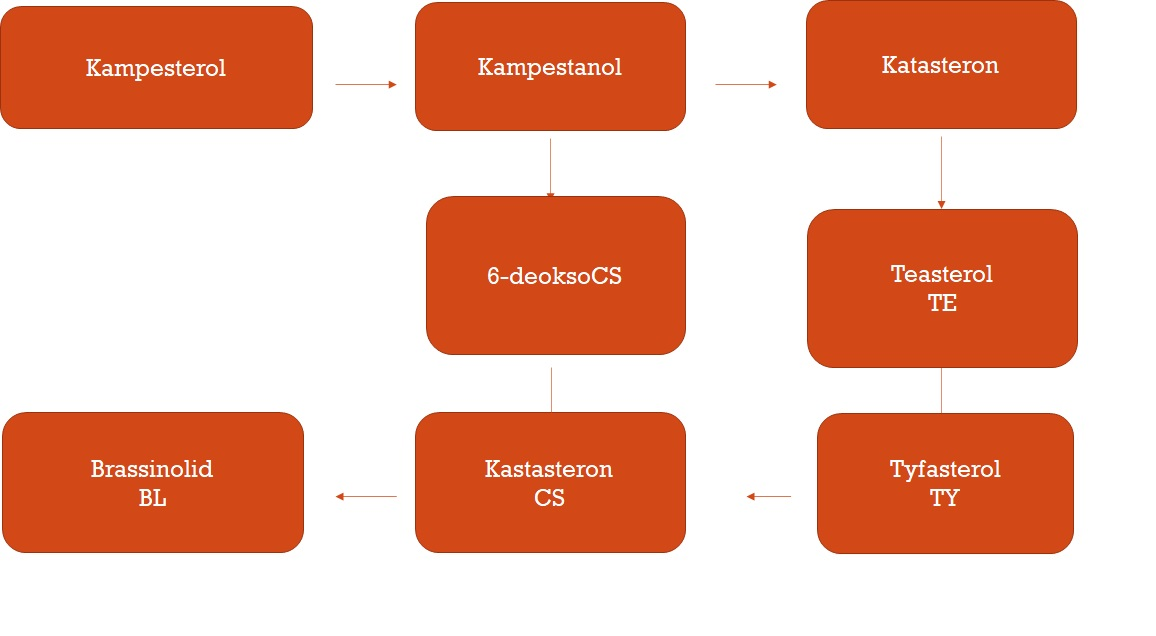
Synteza BL z kampesterolu

## Budowa chemiczna
Brassinosteroidy swoją budową chemiczną są podobne do hormonów zwierzęcych. Mają budowę 5α-cholesteranu i wykazują podobieństwo do cholesterolu czy hormonów płciowych. Do czterech cyklicznych pierścieni przyłączony jest łańcuch boczny przy węglu C17. W budowie BRs wyróżniono pierścienie A, B, C i D. Pierścień B ma właściwości heterocykliczne, gdzie możliwa jest modyfikacja polegająca na utracie właściwości heterocyklicznych i podstawienia grupą ketonową. Do pierścienia A mogą zostać przyłączone grupy hydroksylowe lub epoksydowe. Także do łańcucha bocznego mogą być przyłączone grupy hydroksylowe. BRs mogą ulegać szeregom reakcji, głównie katabolicznych np. glukozylacji czy estryfikacji, które to prowadzą do ich inaktywacji.

## Rola
BRs są znajdowane w większych ilościach w młodych tkankach roślinnych. Cząsteczka brassinosteroidu przyłącza się do receptora błonowego BRI1 i powstaje kompleks hormon-receptor, który ma właściwości kinazy BAK1. Wnika do jądra komórkowego, gdzie odnajduje właściwe miejsce w chromatynie. Zachodzą procesy transkrypcji i translacji, po czym wydzielane jest nowe białko. Wykazany został udział brassinosteroidów w licznych procesach zachodzących w roślinach, głównie anabolicznych:
- Stymulacja wzrostu i wydłużania komórek[6] we współdziałaniu z auksynami[10].
- Niejasną rolę odgrywają także w podziałach komórkowych i odtwarzaniu ściany komórkowej[6].
- Wywołują różnicowanie się komórek naczyniowych[11].
- Są konieczne przy formowaniu łagiewki pyłkowej[12].
- Przyspieszają starzenie się komórek w zamierających hodowlach tkankowych, gdzie współdziałają z etylenem, powodując szybsze dojrzewanie owoców. Opóźnienie starzenia w mutantach o obniżonej ilości brassinosteroidów wskazuje na takie działanie także w całych roślinach[6].
- Mogą działać ochronnie podczas okresu chłodu i suszy działającej na rośliny[6].

## Właściwości

### Właściwości antynowotworowe i przeciwproliferacyjne
Brassinosteroidy wykazują działanie przeciwnowotworowe, przerywając cykl komórkowy w fazie S i zmniejszając proporcje komórek w fazie G0/G1 do komórek w fazie S, kierują je na drogę apoptozy. Wykazano to na liniach komórkowych raka gruczołu krokowego LNCaP i raka sutka MCF-7. BRs nie działają negatywnie na zdrowe komórki, zaś najwyższą aktywność stwierdzono dla kastasteronu, 28-homokastasteronu i 24-epibrassinolidu. BRs mają także właściwości hamujące angiogenezę i wzrost guza. Przebadano komórki śródbłonka linii HMEC-1, działając na nie 24-epibrassinolidem. Wyniki udowodniły zmniejszenie zdolności komórek nowotworowych do migracji i ich właściwości proliferacyjnych. Wykazano to na liniach komórkowych raka gruczoły krokowego LNCaP i raka sutka MCF-7. 

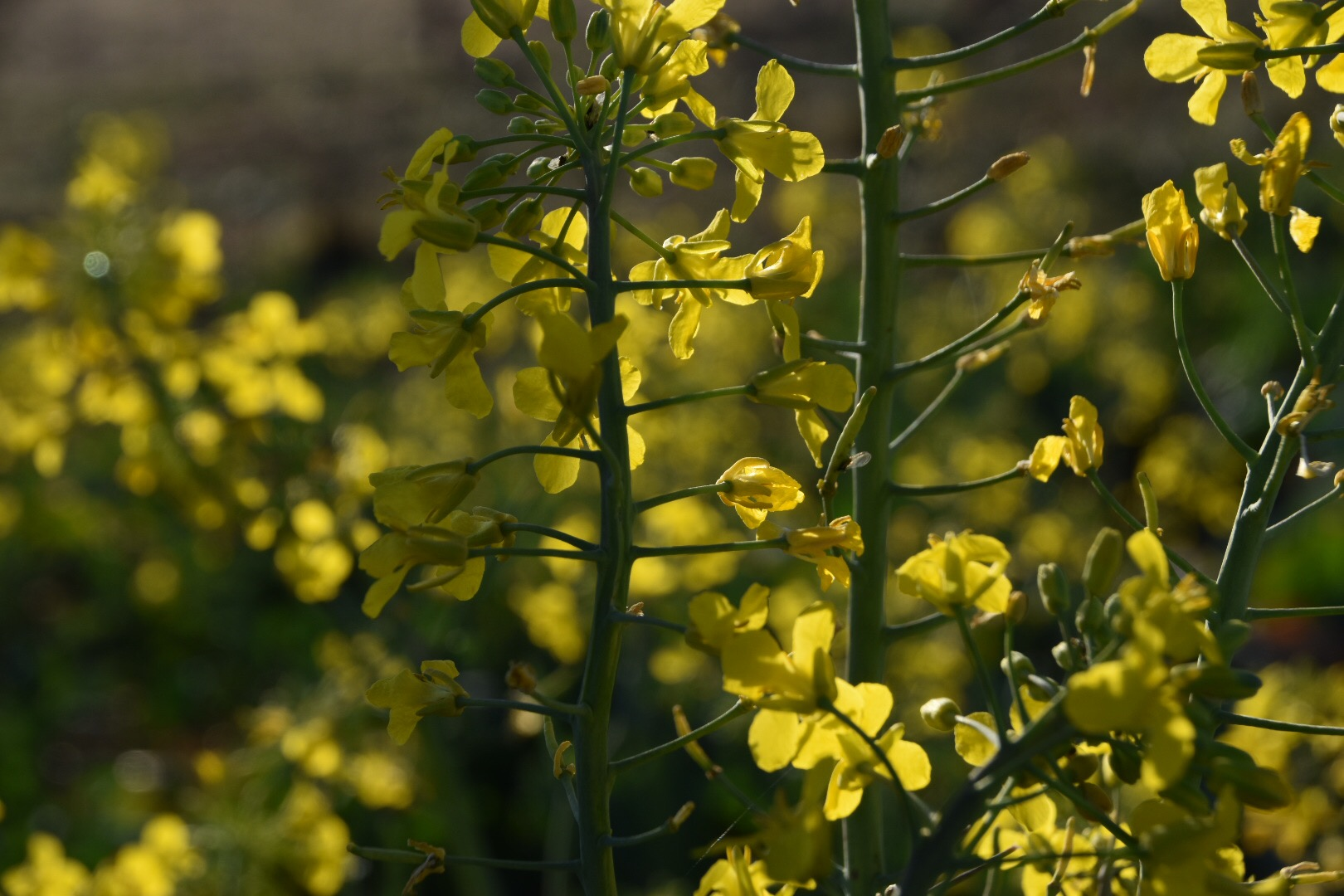
Kwiaty rzepaku, pierwszej rośliny, w której odkryto BRs

### Właściwości przeciwdrobnoustrojowe
Brassinosteroidy mają właściwości antywirusowe, antybakteryjne i przeciwgrzybicze. BRs, te naturalne i syntetyczne, działają na szereg wirusów, w tym wirusa polio i arenowirusy. Wykazano również działanie na oba typy wirusa opryszczki (HSV). Hamują syntezę wirusowych kwasów nukleinowych i antygenów oraz zmniejszają powinowactwo wirusowych receptorów do receptorów komórkowych. Zwiększają wydzielanie interleukin i TNFα pomagając zwalczać infekcje wirusowe. Udowodniono wpływ BRs na zakażenie wirusem HIV przez hamowanie wirusowych proteaz.

### Działanie przeciwzapalne i neuroprotekcyjne
Działanie przeciwzapalne wykazano dla syntetycznych BRs, które hamowały objawy zapalenia w trzy dni. Większość zsyntetyzowanych BRs ma budowę podobną do deksametazonu, co odpowiada za ich przeciwzapalne działanie. Ich działanie polega na hamowaniu wytwarzania cytokin prozapalnych i prostaglandyn, a zwiększeniu wydzielania interferonu i działających protekcyjnie: witaminy A i witaminy E. Redukują działanie stresu oksydacyjnego wywołanego przez wolne rodniki. Udowodniono nasiloną produkcję leukocytów, co mobilizowało odpowiedź obronną organizmu na zapalenie. BRs zwiększały migrację fibroblastów i kolagenu do miejsca zranienia, a hamowały wyrzut TNFα, a co za tym idzie – promowały gojenie się ran. Ich możliwość zwiększenia produkcji kolagenu daje nadzieję na zastosowanie w terapii przeciwzmarszczkowej. Działanie neuroprotekcyjne BRs związane jest z ich możliwością łagodzenia stresu oksydacyjnego oraz zmniejszenia działania wolnych rodników przez enzymy takie jak np. dysmutaza ponadtlenkowa czy katalaza. Czynniki odpowiedzialne za stres oksydacyjny promują starzenie się komórki i jej obumieranie przez nagromadzenie się w niej mutacji. Kastasteron (CS) przeciwdziałał nagromadzeniu się mutacji wywołanych przez H2O2 w ludzkich limfocytach o 89%. Wykazano to na liniach komórkowych raka prostaty LNCaP i raka piersi MCF-7. Niektóre choroby neurodegeneracyjne, jak choroba Parkinsona czy choroba Alzheimera, wywołane są przez działanie stresu oksydacyjnego. Spożywanie roślin zawierających prekursor dopaminy, czyli L-DOPĘ, i BRs działało protekcyjne na neurony dopaminergiczne i hamowało ich obumieranie. Wykazano to na liniach komórkowych raka gruczołu krokowego LNCaP i raka sutka MCF-7.

### Działanie przeciwcholesterolowe
Spożywanie steroli roślinnych zmniejsza stężenie cholesterolu LDL i VLDL dzięki kompetycyjnemu wchłanianiu tłuszczów w jelitach i niewchłanianiu samych siebie. Spożywanie steroli roślinnych, w tym BRs, zmniejszało stężenie LDL i VLDL, nie zmieniając poziomu HDL. Sterole roślinne zmniejszają także agregację płytek krwi, chroniąc przed zakrzepami. Przeciwdziałają powstawaniu miażdżycy. BRs są nadzieją w terapii przeciwcholesterolowej u pacjentów leczonych statynami dotkniętych rabdomiolizą.